# Brun marron de Lorraine
Le brun marron de Lorraine est une race de lapin domestique originaire de Moselle, en Lorraine, issue du croisement entre des lapins feux noirs et des lapins de garenne.

## Origine
Le brun marron de Lorraine a été sélectionné par M. Kauffman, cuniculteur en Moselle. Entre 1921 et 1925, celui-ci croise des lapins de garenne avec des feux noirs, et sélectionne les animaux obtenus jusqu’à obtenir les premiers représentants de cette race. Il expose pour la première fois ces animaux à l’exposition de Metz de 1925. Seulement quelques exemplaires de la race existent alors. Devant les critiques favorables obtenues auprès des juges avicoles du Haut-Rhin, du Bas-Rhin et de Moselle, M. Kauffman décide de persévérer dans la sélection de ce lapin qu’il nomme alors « brun marron de Lorraine » en référence à sa couleur brun châtaigne et à sa région d’origine. Le standard de la race est ainsi déposé en 1931. Après la guerre, on pense la race disparue et on ne lui fait plus référence dans les standards. Toutefois quelques éleveurs possèdent toujours des bruns marron de Lorraine et la race est réinscrite au standard en 1958 et perdure encore.

## Description
Le brun marron de Lorraine est un lapin de taille moyenne qui pèse entre 1,5 et 2,5 kg. Il a un corps svelte et arrondi. Sa ligne dorsale est harmonieuse et se termine par une croupe arrondie. Le cou est long, laissant la tête proéminente. Sa tête est anguleuse, à peine busquée. Elle porte deux oreilles droites et serrées de 7,5 à 10 cm. Le fanon est absent chez les deux sexes. Les yeux, légèrement proéminents, sont brun foncé. La fourrure est courte, dense et serrée, assez longue et lustrée. Sa coloration correspond au modèle agouti, qui se caractérise par la présence de bandes de couleurs différentes sur ses poils. Elle est brune avec une nuance roussâtre assombrie par la pointe noire des poils. La sous-couleur est bleutée et l’entre-couleur est brun orangé. Le ventre est de couleur paille dorée.
Échelle des points :
- fourrure, oreilles comprises : 15 pts ;
- taille : 10 pts ;
- œil : 5 pts ;
- couleur uniforme : 30 pts ;
- couleur de la bourre : 10 pts ;
- fourrure (bien fournie, brillante, fine au touché) : 25 pts ;
- condition : 5 pts.

TOTAL : 100 points.

## Aptitudes
Ce lapin fournit une viande d’excellente qualité. De plus, ses femelles sont réputées pour sevrer une grande partie de leurs lapereaux.

## Diffusion
Le brun marron de Lorraine est peu répandu.